# تشارلز كليج (مؤرخ)
تشارلز كليج (بالإنجليزية: Charles Clegg)‏ هو مصور ومؤرخ أمريكي، ولد في 29 يونيو 1916 في يونغزتاون في الولايات المتحدة، وتوفي في 25 أغسطس 1979.